# Tipula (Yamatotipula) roya
Tipula (Yamatotipula) roya is een tweevleugelige uit de familie langpootmuggen (Tipulidae). De soort komt voor in het Palearctisch gebied.